# Pinelo
Pinelo é uma povoação portuguesa sede da Freguesia de Pinelo do Município do Vimioso, freguesia com 33,13 km² de área e 220 habitantes (censo de 2021), tendo, por isso, uma densidade populacional de 6,6 hab./km².

## Demografia
A população registada nos censos foi:
| Ano  | 0-14 Anos | 15-24 Anos | 25-64 Anos | > 65 Anos |
| 2001 | 17        | 24         | 119        | 111       |
| 2011 | 14        | 7          | 82         | 119       |
| 2021 | 16        | 12         | 84         | 108       |

## Localidades
A Freguesia é composta por duas aldeias: Pinelo e Vale da Pena.